# Iron Man XXX: An Axel Braun Parody
Iron Man XXX: An Axel Braun Parody ist eine US-amerikanische Porno-Parodie aus dem Jahr 2013 auf den Comic-Actionfilm Iron Man. 

## Handlung
Tony Stark kann jeden mit tödlichen Waffen beliefern, die er benötigt, um seinen Feind zur Strecke zu bringen. Er steht damit im Fokus von bösen Mächten. Er wird selbst getroffen, als Zielscheibe von Leuten, die die Macht an sich nehmen wollen. Sie versuchen, Tony zu missbrauchen, damit er ihnen   tödlichen Waffen baut. Doch Tony ist viel zu clever, um sich auf dieses Spiel einzulassen und bastelt  an einem Abwehrschild, um den Bösen ein Schnippchen zu schlagen. 

## Auszeichnungen
- 2014: AVN Awards - Gewinner Best Special Effects. Der Film war zudem in den Kategorien "Best Parody: Drama" und "Best Actor" (Dale DaBone) nominiert.
- Bei den XBIZ Awards war der Film in sechs Kategorien nominiert (Best Actor - Parody Release, Dale DaBone, Director of the Year - Parody, Axel Braun, Best Special Effects, Parody Release of the Year: Drama, Best Art Direction, Best Non-Sex Acting Performance, Shylar Cobi)
- Der Film ist bei den XRCO Awards 2014 in der Kategorie "Best Parody: Comic Book" nominiert.